# 石水博物館

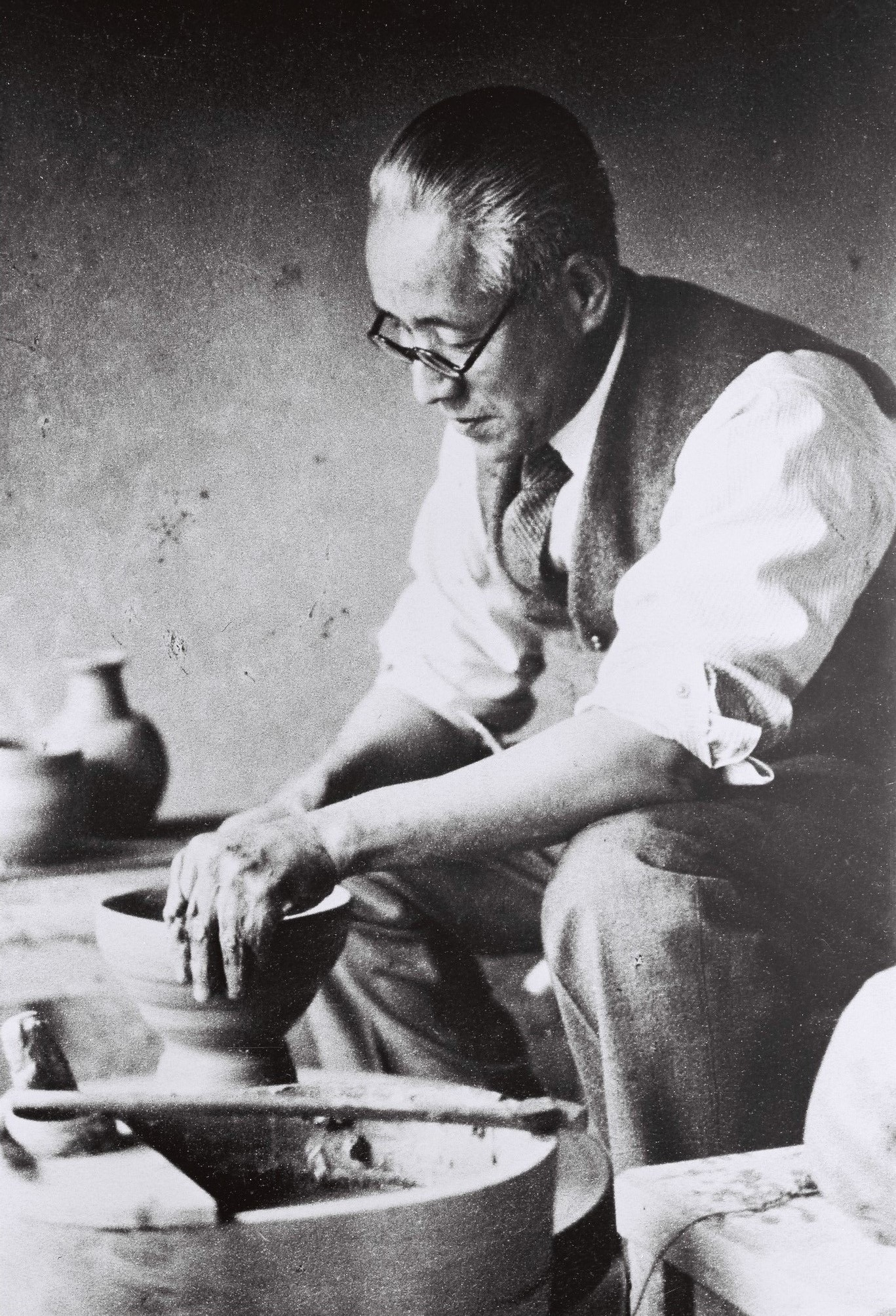
豊富な財力で石水博物館の礎を築いた百五銀行頭取で陶芸家の川喜田半泥子

石水博物館（せきすいはくぶつかん）は、三重県津市にある登録博物館。

## 概要
石水博物館は、川喜田久太夫（号：半泥子）が1930年（昭和5年）に地域文化の振興と社会福祉活動の拠点として設立した財団法人石水会館を母体とする。
1975年（昭和50年）に登録博物館となってからは津市丸之内の展示施設で展覧会を開催してきた。
2010年（平成22年）に公益財団法人へ移行し法人名を公益財団法人石水博物館に変更するとともに、半泥子ゆかりの千歳山（津市垂水）に新しい展示施設を新築し、2011年（平成23年）5月、移転開館した。

## 所蔵品
所蔵品は、江戸時代に伊勢商人の豪商であった川喜田家の旧蔵資料を中心に、茶道具、日本画、洋画、古書典籍、錦絵、伊勢商人関係歴史資料など多岐にわたる。同家十六代当主であり陶芸家としても知られる川喜田半泥子の作品や周辺資料も多数保存管理されている。

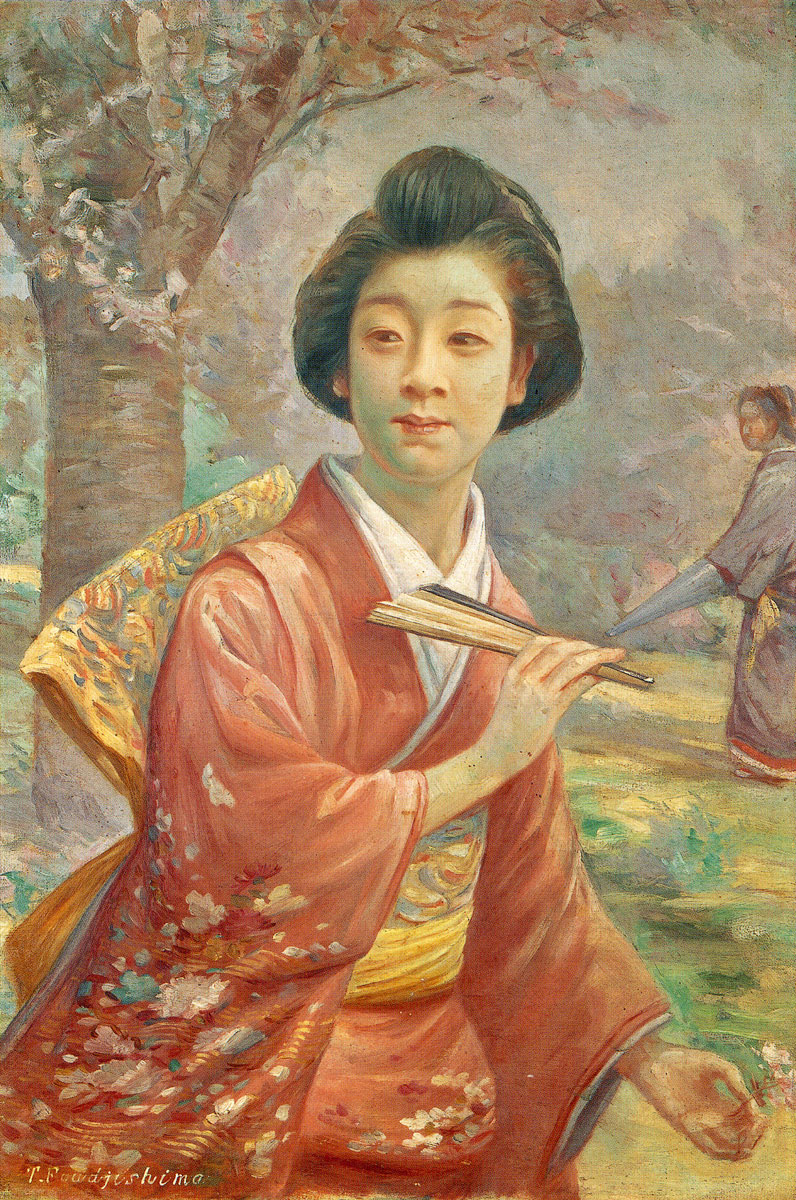
桜の美人 藤島武二筆
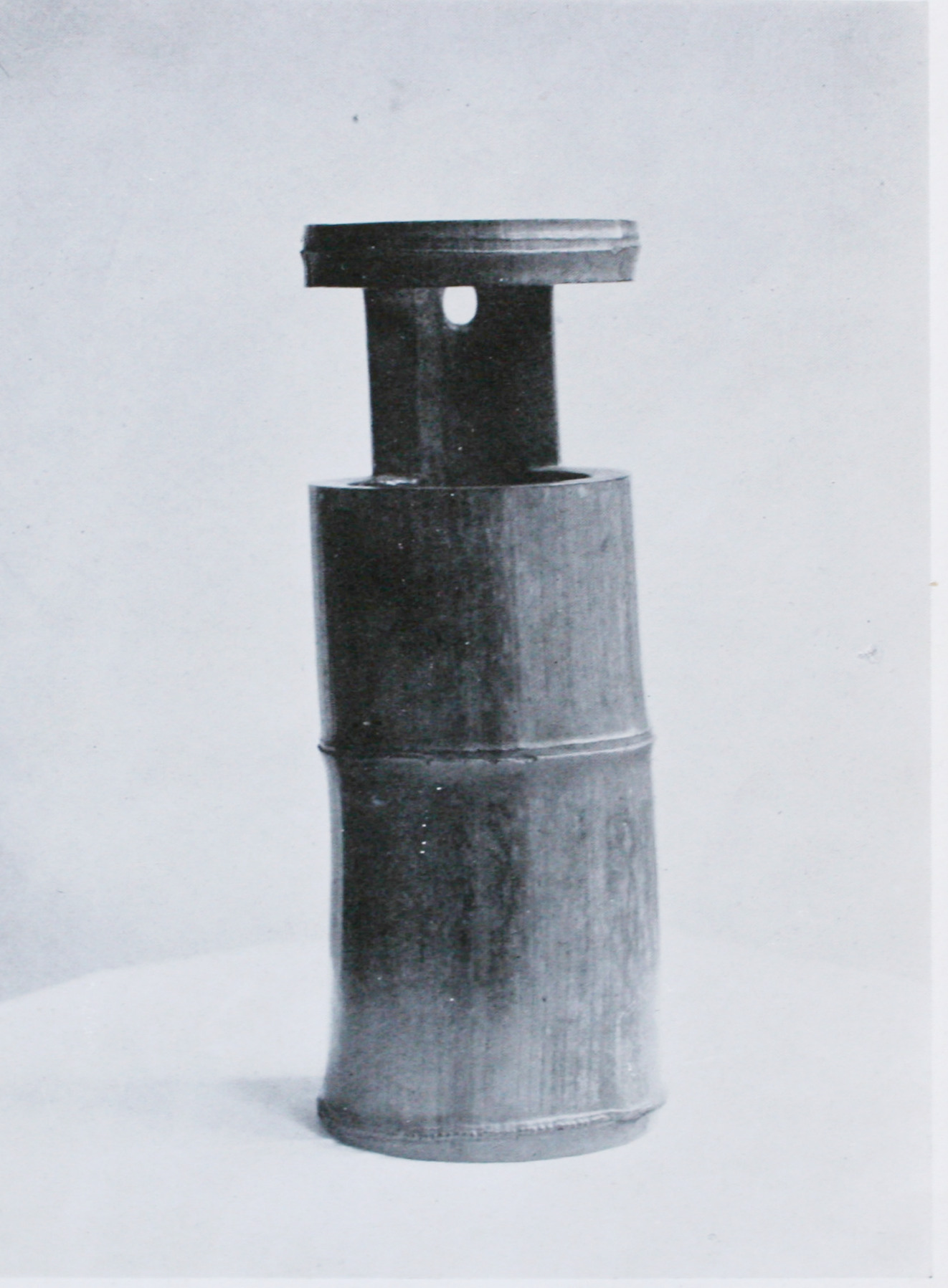
伝千利休作 竹花生 銘「音曲」